# 安嘉門院高倉
安嘉門院高倉（あんかもんいんのたかくら、生没年不詳）は、鎌倉時代の歌人。父は興福寺別当となった法印親縁（源通親の子）とされる。

## 生涯
安嘉門院邦子内親王に出仕、後嵯峨院歌壇等で活躍、『宝治百首』や『続古今和歌集』以降の勅撰集に作品を残している。

## 作品
勅撰集
| 歌集名         | 作者名表記   | 歌数    | 歌集名         | 作者名表記   | 歌数 | 歌集名         | 作者名表記   | 歌数 |
| -------------- | ------------ | ------- | -------------- | ------------ | ---- | -------------- | ------------ | ---- |
| 続後撰和歌集   |              |         | 続古今和歌集   | 安嘉門院高倉 | 2    | 続拾遺和歌集   | 安嘉門院高倉 | 2    |
| 新後撰和歌集   |              |         | 玉葉和歌集     |              |      | 続千載和歌集   |              |      |
| 続後拾遺和歌集 | 安嘉門院高倉 | 1       | 風雅和歌集     | 安嘉門院高倉 | 2    | 新千載和歌集   | 安嘉門院高倉 | 1    |
| 新拾遺和歌集   |              | [ * 2 ] | 新後拾遺和歌集 | 安嘉門院高倉 | 2    | 新続古今和歌集 |              |      |

定数歌・歌合
| 名称     | 時期              | 作者名表記 | 備考 |
| -------- | ----------------- | ---------- | ---- |
| 宝治百首 | 1248年（宝治2年） |            |      |

私撰集等
- 『現存和歌六帖』 1249年（建長元年）

私家集
- 家集は伝存しない。